# Touroulia
Genre
Classification phylogénétique
Touroulia est un genre de plantes à fleurs de la famille des Ochnaceae (anciennement des Quiinaceae). Ce sont des arbres ou des arbustes originaires d'Amérique du sud, et dont l'espèce type est Touroulia guianensis Aubl..

## Protologue
En 1775, le botaniste Aublet propose le protologue suivant : 
« TOUROULIA. (Tabula 194.) 
CAL. Perianthium monophyllum, turbinatum, quinquedentatum ; denticulis ſubrotundis, acutis. Bracteæ geminæ oppoſitæ ad baſim.
COR. Petala quinque, flava, ſubrotunda, concava, in orbem expanſa, calici intrà diviſuras inſerta. 
STAM. Filamenta numeroſa, infrà petala calici inferta. Antheræ biioculares, loculis baſi divaricatis. 
PIST. Germen inferum, calicis fundo adnatum. Stylus nullus. Stigma oblongum, ſtriatum. 
PER. Bacca ex rubro flaveſcens, carnoſa, tota ſtriata, orbiculata ; compreſſa, denticulis calicis coronata, ſeptem-locularis, ſapore acido. 

SEM. ſolitaria, oblonga, angulata, extùs convexa, villoſa, ferruginea. »
— Fusée-Aublet, 1775.

## Espèces
Le genre Touroulia compterait une 2 à 6 espèces.
Selon GBIF (11 avril 2022) et World Flora Online (WFO) (11 avril 2022) :
- Touroulia amazonica Pires & A.S.Foster
- Touroulia guianensis Aubl.

Selon Tropicos (11 avril 2022) :
- Touroulia amazonica Pires & A.S. Foster, 1950
- Touroulia decastyla , 1889
- Touroulia guianensis Aubl., 1775
- Touroulia jenmanii Oliv., 1891
- Touroulia pteridophylla Radlk., 1889
- Touroulia guianensis Aubl.